# Shane Lindsay
Shane Anthony Lindsay (né le 25 janvier 1985 à Melbourne, Victoria, Australie) est un lanceur de relève droitier des Ligues majeures de baseball sous contrat chez les White Sox de Chicago.

## Carrière

### Ligues mineures
Shane Lindsay signe son premier contrat professionnel en 2003 avec les Rockies du Colorado. Il amorce sa carrière dans les ligues mineures avec un club-école des Rockies en 2004. Réclamé au ballottage par les Yankees de New York, il ne fait que passer dans cette organisation sans s'aligner avec un de leurs clubs affiliés puisqu'il se retrouve moins de trois semaines plus tard avec les Indians de Cleveland, qui eux aussi l'obtiennent via le ballottage. Après avoir complété 2010 dans les mineures avec des équipes affiliées aux Indians, il obtient le statut d'agent libre et signe en janvier 2011 avec les White Sox de Chicago. Il s'aligne cette saison-là avec les Barons de Birmingham, club-école de niveau AA des White Sox dans la Southern League et gradue au niveau AAA chez les Knights de Charlotte de la Ligue internationale avant de recevoir une première promotion dans les majeures.

### White Sox de Chicago
Lindsay est rappelé des ligues mineures en septembre 2011 lorsque les équipes des majeures sont autorisées à faire passer leur effectif à 40 joueurs pour le dernier mois de la saison régulière. Au moment de son rappel, il affiche une moyenne de points mérités de seulement 1,98 en 45 sorties pour le club mineur de Charlotte. Lindsay fait ses débuts dans le baseball majeur avec les White Sox de Chicago le 2 septembre 2011 dans un match contre les Tigers, auquel la mère du lanceur australien assiste après un vol de 24 heures de Melbourne à Détroit. Lindsay effectue une sortie en relève d'une manche, la huitième du match, sans accorder de point aux Tigers. Il enregistre un premier retrait sur des prises face à Austin Jackson. Il effectue 4 sorties et lance 6 manches avec les Sox en 2011, accordant 8 points mérités.

### Dodgers de Los Angeles
En novembre 2011, Lindsay signe un contrat chez les Dodgers de Los Angeles. Il est libéré le 22 mai sans avoir joué pour les Dodgers.

### Cubs de Chicago
Lindsay est mis sous contrat par les Cubs de Chicago le 29 mai 2012. Il ne joue qu'en ligues mineures.

### Retour aux White Sox
Libéré par les Cubs de Chicago fin juin 2012, Lindsay est de nouveau mis sous contrat par les White Sox de la même ville le 29 juin.

### Ligue australienne de baseball
En 2010-2011, Lindsay s'aligne avec les Melbourne Aces de la Ligue australienne de baseball,, dont la saison s'étend des mois de novembre à février, durant la saison morte de la Ligue majeure en Amérique du Nord.